# Bluesology
Bluesology war eine Britisch-Blues-Band der 1960er Jahre, in der Reginald Kenneth Dwight (heute bekannt als Elton John) mitwirkte.
Im Zuge des britischen Blues-Revivals wurde Bluesology Mitte der 1960er in Middlesex als Quartett gegründet. Die ursprünglichen Bandmitglieder waren Reg Dwight (Keyboard), Stuart Brown (Gitarre), Rex Bishop (Bass) und Mick Inkpen (Schlagzeug). Zunächst begleiteten sie amerikanische Stars, die in Großbritannien und Europa auf Tour waren, etwa Doris Troy, Major Lance und die Blue Belles mit Patti LaBelle.
1966 ging Long John Baldry mit Bluesology auf Tour. Zu dieser Zeit gehörten neben den Gründungsmitgliedern auch Mark Charig (Trompete), Elton Dean (Saxofon), Neil Hubbard (Gitarre) bzw. Caleb Quaye (Gitarre) zur Band. Als Baldry sich vom Blues abwandte, um Popballaden aufzunehmen, kam Bernie Holland als Gitarrist zu Bluesology. Als Begleitband von Baldry, der sich mit Let The Heartaches Begin gleichfalls dem Popmarkt zuwendete, existierte die Gruppe bis Ende 1969. Reginald Dwight nannte sich später Elton Dean und John Baldry zu Ehren Elton John.
Die Band Bluesology hat im Laufe ihres Bestehens nur drei Singles herausgebracht: Come Back Baby und Mister Frantic als „Bluesology“ und Since I Found You Baby als „Stu Brown and Bluesology“.